# NGC 4432
إن جي سي 4432 التي يرمز لها بالرمز NGC 4432، هي مجرة، في كوكبة العذراء.

## الاكتشاف
اكتشفت في 22 مارس 1865، بواسطة ألبرت مارث.

## روابط خارجية
- NGC 4432 على موقع ويكي سكاي: DSS2, SDSS, GALEX, IRAS, Hydrogen α, X-Ray, Astrophoto, Sky Map, Articles and images